# HD 115050
HD 115050，又名CD-35 8547，SAO 204282、HR 4999，是一颗恒星，视星等为6.19，位于銀經308.26，銀緯26.26，其B1900.0坐标为赤經13h 9m 32.2s，赤緯-35° 26.26′ 29″。